# 세계 기상의 날
세계 기상의 날(World Meteorological Day)는 세계 기상 기구(WMO, World Meteorological Organization)가 국제 연합(UN)의 전문 기구로 지정된 지 10주년을 기념하기 위해 제정되었으며, 매년 3월 23일 개최된다. 세계 기상 기구(WMO)는 1951년 국제 연합(UN)의 전문 기구로 지정되었으며, 1961년 3월 23일에 제1회 세계 기상의 날을 개최했다.
세계 기상 기구(WMO)와 189개의 가입국들, 그리고 전 세계의 기상 관련 단체들은 기구를 창설한 1950년의 세계 기상 협약(World Meteorological Convention)을 기념하며 기상 사업의 국제적인 협력의 의의를 인식하고, 그 발전을 위해 매년 주제를 정하여 대중들에게 기상 지식과 기상 사업의 사명을 보급한다.

## 같이 보기
- 세계 기상 기구